# هوارد جاي ستودارد
هوارد جاي ستودارد (بالإنجليزية: Howard J. Stoddard)‏ هو مصرفي أمريكي، ولد في 1901، وتوفي في 1971.